# Rafael Paiva
Cledson Rafael de Paiva (Cambuí, Minas Gerais, 26 de agosto de 1984), más conocido como Rafael Paiva, es un entrenador de fútbol brasileño. Actualmente en el Club America.

## Trayectoria
Paiva, nacido en Cambuí, Minas Gerais,comenzó su carrera futbolística como preparador físico en el Guarani, donde perfeccionó sus habilidades técnicas y tácticas, antes de convertirse en el entrenador del equipo sub-15 de Mogi Mirim en 2013. Posteriormente, trabajó como técnico en Desportivo Brasil y São Paulo, antes de ser nombrado a cargo del equipo sub-17 de este último en marzo de 2018.
Luego de una breve experiencia en China, se hizo cargo del equipo sub-17 del Vasco da Gama en noviembre de 2021.Dejó su cargo el 11 de enero del año siguiente, siendo anunciado al día siguiente en el Palmeiras, como entrenador del equipo sub-15.
En marzo de 2022, fue confirmado como técnico del equipo sub-17 del Palmeiras y condujo al equipo a dos títulos consecutivos del Campeonato Brasileño Sub-17 y la Copa de Brasil Sub-17.
El 23 de enero de 2024, regresó al Vasco da Gama tras ser nombrado responsable del equipo sub-20.En abril de 2024, Paiva fue nombrado al frente del primer equipo en consecuencia del despido de Ramón Díaz.Luego de dirigir cuatro partidos, regresó a su cargo anterior después del nombramiento de Álvaro Pacheco el 21 de mayo.Sin embargo, un mes más tarde, retomó su cargo como entrenador de la plantilla principal a partir del despido de Pacheco.Sin embargo, el 25 de noviembre, fue despedido de su cargo tras perder ante el Corinthians.

## Clubes

### Como entrenador
| Club          | País   | Año  |
| ------------- | ------ | ---- |
| Vasco da Gama | Brasil | 2024 |
| Vasco da Gama | Brasil | 2024 |

## Estadísticas como entrenador
| Equipo                 | Div.  | Temporada | Liga  | Liga | Liga | Liga | Liga |       | Copa | Copa | Copa | Copa  |   | Internacional | Internacional | Internacional | Internacional | Internacional |   | Otros | Otros | Otros | Otros |    | Totales     | Totales | Totales | Totales | Totales | Totales | Totales | Totales |
| Equipo                 | Div.  | Temporada | Part. | G    | E    | P    | Pos. | Part. | G    | E    | P    | Part. | G | E             | P             | Pos.          | Part.         | G             | E | P     | Part. | G     | E     | P  | Rendimiento | GF      | GC      | Dif.    |         |         |         |         |
| ---------------------- | ----- | --------- | ----- | ---- | ---- | ---- | ---- | ----- | ---- | ---- | ---- | ----- | - | ------------- | ------------- | ------------- | ------------- | ------------- | - | ----- | ----- | ----- | ----- | -- | ----------- | ------- | ------- | ------- | ------- | ------- | ------- | ------- |
| Vasco da Gama · Brasil | 1.ª   | 2024      | 27    | 11   | 6    | 10   | Inc. | 8     | 2    | 4    | 2    | -     | - | -             | -             | -             | -             | -             | - | -     | 35    | 13    | 10    | 12 | 46.66%      | 42      | 44      | -2      |         |         |         |         |
| Vasco da Gama · Brasil | Total | Total     | 27    | 11   | 6    | 10   | -    | 8     | 2    | 4    | 2    | -     | - | -             | -             | -             | -             | -             | - | -     | 35    | 13    | 10    | 12 | 46.66%      | 42      | 44      | -2      |         |         |         |         |
| 1.                     |       |           |       |      |      |      |      |       |      |      |      |       |   |               |               |               |               |               |   |       |       |       |       |    |             |         |         |         |         |         |         |         |

### Resumen por competencias
| Torneo         | PD | G  | E  | P  | GF | GC | Dif. | Rendimiento | Mejor resultado |
| -------------- | -- | -- | -- | -- | -- | -- | ---- | ----------- | --------------- |
| Brasileirão    | 27 | 11 | 6  | 10 | 32 | 34 | -2   | 48.15%      | 11.º lugar      |
| Copa de Brasil | 8  | 2  | 4  | 2  | 10 | 10 | +0   | 41.67%      | Semifinales     |
| TOTAL          | 35 | 13 | 10 | 12 | 42 | 44 | -2   | 46.66%      | Sin títulos     |